# 佃權
株式会社佃權（つくごん）は、日本の水産加工品メーカーである。2017年（平成29年）6月末日で製造販売から撤退した。

## 概要
もともと江戸時代から続く、佃島の漁師の家系で、明治元年に創業。佃島と初代店主の金子權三郎の名前から店名が付いた。
創業当時は、日本橋にあった魚河岸で店を開いていたが、戦後、築地市場内に工場を構えた。築地市場外に直営店舗2店舗のほか、大手百貨店にも常設売り場を設け、自社工場で蒲鉾やはんぺんなどの各種練り製品を製造してきた。しかし、築地市場の豊洲移転問題など環境の変化に加え、練り物の手作り技術の継承者不足などを理由に、2017年6月末日で製造販売から撤退。7月以降は不動産賃貸業務のみを続けている。

## 主な製品
- 蒲鉾
- はんぺん
- 伊達巻
- 鳴門巻き
- おでん種
- ゼリー寄せおでん（夏季限定。通称『冷やしおでん』）

## 店舗
- 佃權 市場橋工房 - 東京都中央区築地4-9-11
- 佃權 門跡橋工房 - 東京都中央区築地4-12-5

他、東京近郊の主要百貨店でも取扱い。

## 広告活動
- 読売新聞（東京本社発行版）の夕刊1面に月1 - 2回広告を長年にわたり掲載していた。
- TBSの土曜日午後の再放送枠（現在の『王様のブランチ』第2部枠）のスポンサーだった。その当時のCMは、佃權の公式ホームページで見ることが出来た。